# 内藤新一郎
内藤 新一郎（ないとう しんいちろう、1857年5月4日〈安政4年4月11日〉- 1935年〈昭和10年〉12月6日）は、大日本帝国陸軍軍人。最終階級は陸軍中将。功三級。孫は映画美術監督の内藤昭。

## 経歴
出羽国最上郡新庄城下三本橋（山形県最上郡新庄町沼田三本橋を経て現新庄市沼田町）で新庄藩士内藤秀升の三男として生れ、1879年（明治12年）5月に家督を相続した。
1875年（明治8年）兵学寮（陸軍士官学校前身）に入り、1877年（明治10年）4月、陸軍歩兵少尉に任官。西南戦争に歩兵第9連隊小隊長として出征。日清戦争では第3師団高級副官として従軍。
1902年（明治35年）5月、歩兵大佐に進み歩兵第38連隊長に就任。日露戦争に出征し南山の戦いから奉天会戦まで転戦。1905年（明治38年）3月、陸軍少将に昇進し歩兵第26旅団長となり、樺太占領に従事した。
歩兵第14旅団長、近衛歩兵第2旅団長を経て、1912年（明治45年）2月、陸軍中将に進み下関要塞司令官に就任。1912年（大正元年）12月に待命となり、1914年（大正3年）1月、予備役に編入された。
その後、京都市左京区下鴨松ノ木町に居住し、1935年12月、持病のため死去した。